# Postnummer
Et postnummer (kendt i nogle lande som "postcode" eller postal code. USA's implementation kaldes "ZIP code") er en serie tal og/eller bogstaver, der anføres i forbindelse med adressering af forsendelser for at lette sorteringen af posten.
Tyskland var verdens første land til at indføre postnumre i 1941. Storbritannien fulgte i 1959, USA i 1963, og systemet blev indført i Danmark 20. september 1967.
Pr. februar 2005 havde 117 af de 190 lande i den internationale postunion postnummersystemer. Eksempler på lande, der ikke har postnumre, er Irland samt Hong Kong og Panama.

## Danmark
Et postnummer er i Danmark et firecifret tal, som knyttes til et geografisk område (by/gade eller lignende).
De danske postnumre kan groft opdeles således:
- 0XXX : Specielle postnumre til organisationer og virksomheder med meget store mængder post
- 1000 – 1499 : København K
- 1500 – 1799 : København V
- 1800 – 1999 : Frederiksberg C
- 2XXX : Frederiksberg, København N, NV, S, SV og Ø samt Københavns omegn – langs Kystbanen op til Nivå
- 30XX – 36XX : Nordsjælland
- 37XX : Bornholm
- 38XX : Oprindeligt Færøerne, men dér benyttes nu et selvstændigt tre-cifret system
- 39XX : Grønland
- 4XXX : Øvrige Sjælland og nærmeste øer
- 5XXX : Fyn og nærmeste øer
- 6XXX : Sønderjylland samt dele af Sydjylland og dele af Vestjylland.
- 7XXX : Vestjylland og det sydlige Østjylland
- 8XXX : Østjylland og Midtjylland
- 9XXX : Nordjylland

Postnumrene afspejler i høj grad, at man tidligere brugte posttog udgående fra København. Populært sagt kørte posttoget fra København til byerne med X000-postnumre, hvorfra posten sendtes videre ud. Således følger 7XXX serien af postnumre historisk jernbanelinjen fra Fredericia over Vejle og nordpå til Struer og Thisted.
Der er ikke en enentydig sammenhæng mellem danske postnumre og postdistrikt. Eksempelvis dækker København K postnumrene 1000 til 1499.
I mange lande benyttes postnumre svarende til de danske. For at undgå forveksling med de danske postnumre har Post Danmark tidligere anbefalet, at der benyttes bilkendingsbogstaver foran postnummeret til en række europæiske lande. Flere lande har dog frabedt sig brugen af bilkendingsbogstaver i forbindelse med postnumre, fordi postnummersystemerne i nogle lande er opbygget på en særlig måde. Eksempelvis kombinationer af bogstaver og tal, eller at postnummeret skal anføres efter bynavnet. Post Danmark anbefaler ikke længere brugen af bilkendingsbogstaver.

### Adressering
Folketinget vedtog i juni 2005 en en ændring af BBR-lovens adressebestemmelser. Ændringen betyder, at postnummersystemet gøres til et bærende element i det danske adressesystem. En officiel adressebetegnelse vil ifølge lovens § 3 e stk. 3 fremover bestå af postnummer, vejnavn samt husnummer inklusive eventuelt bogstav.
For en forsendelse inden for Danmark indgår postnummeret således:
```
Navn
Adresse
Postnummer By
```

For en forsendelse fra udlandet til Danmark indgår postnummeret således:
```
Navn
Adresse
Postnummer By   
DANMARK
```

Bemærk at landet er skrevet med store bogstaver på det pågældende udlands (afsenderlandets) sprog. Visse lande (bl.a. Sverige) anbefaler at man benytter koderne fra ISO 3166-1 alpha-2 (f.eks. DK for Danmark) foran udenlandske postnumre, men andre lande (bl.a. Danmark) ønsker ikke længere dette.

## Andre lande
- Tyske postnumre
- Brasilianske postnumre
- Færøske postnumre (tidligere en del af det danske system)
- Grønlandske postnumre (egentlig stadig en del af det danske system)